# Třída La Motte-Picquet
Třída La Motte-Picquet byla plánovaná třída lehkých křižníků francouzského námořnictva z období první světové války. Celkem byla plánována stavba deseti jednotek této třídy. Kvůli vypuknutí první světové války byla stavba zrušena ještě před založením kýlu.

## Stavba
Stavba této třídy byla schválena v programu pro rok 1912. Lehké křižníky měly sloužit především k průzkumu. Do roku 1920 mělo být postaveno deset jednotek. Roku 1913 vznikl úvodní návrh s výtlakem 6000 tun, výzbrojí deseti 139mm kanónů a rychlostí 27 uzlů. Námořnictvo však dalo přednost menšímu a slaběji vyzbrojenému, zato rychlejšímu a flexibilnějšímu křižníku s výtlakem 4500 tun. Prototypový křižník La Motte-Picquet měl byl objednán roku 1914 a k zahájení jeho stavby mělo dojít roku 1915 ve státní loděnici Arsenal de Toulon v Toulonu. Objednány byly ještě dva sesterské křižníky. Kvůli vypuknutí první světové války byla jejich stavba zrušena ještě před založením kýlu. Původně bylo plánováno, že konstrukce křižníků bude přepracována a poté budou znovu objednány. K tomu však nedošlo a za světové války francouzské námořnictvo žádnými lehkými křižníky nedisponovalo. První lehké křižníky získalo až po válce v rámci reparací od německé Kaiserliche Marine a Rakousko-uherského námořnictva. První lehké křižníky domácí konstrukce představovala až třída Duguay-Trouin.

## Konstrukce
Hlavní výzbroj představovalo osm 139mm kanónů Modèle 1910. Kanóny byly lafetovány po jednom a chráněny štíty. Dva byly na přídi, dva na zádi a čtyři uprostřed na úrovní zadního komínu. Čtyři další se nacházely v kasematách. Doplňovaly je dva 47mm protiletadlové kanóny Hotchkiss a čtyři podhladinové 450mm torpédomety. Boční pancéřový pás měl sílu 28 mm. Pohonný systém tvořilo dvanáct kotlů Du Temple-Guyot a čtyři parní turbíny o výkonu 40 000 shp, roztáčející čtyři lodní šrouby. Plánovaná nejvyšší rychlost dosahovala 29 uzlů. Dosah byl 3300 námořních mil při rychlosti 16 uzlů a 775 námořních mil při rychlosti 29 uzlů.